# Етабл (Ардеш)
Етабл (фр. Etables) насеље је и општина у источној Француској у региону Рона-Алпи, у департману Ардеш која припада префектури Турнон сир Рон.
По подацима из 2011. године у општини је живело 824 становника, а густина насељености је износила 52,48 становника/km². Општина се простире на површини од 15,7 km². Налази се на средњој надморској висини од 440 метара (максималној 563 m, а минималној 178 m).

## Демографија
| 1962. | 1968. | 1975. | 1982. | 1990. | 1999. | 2011. |
| ----- | ----- | ----- | ----- | ----- | ----- | ----- |
| 446   | 468   | 426   | 468   | 483   | 553   | 824   |

График промене броја становника у току последњих година